# Tutto è Numero
Tutto è Numero è un festival che si svolge a partire dal 1995 a Castelveccana (VA) e che nasce come sorta di raduno pre-campionato per la fase finale dei Campionati internazionali di giochi matematici. L'evento prende il nome dal noto motto di Pitagora.
Nel tempo l'evento (inizialmente articolato su due giorni) si è esteso su quattro giornate, in genere nell'ultimo fine settimana di luglio, e si è arricchito di eventi collaterali.

## Storia
La prima edizione si svolse a Caldè nel 1995 ed era costituita essenzialmente da alcune gare di "allenamento" in vista dei campionati internazionali, insieme a versione più semplici per il pubblico amatoriale. A partire dal 1999 nascono alcuni eventi collaterali, quali i tornei di miniscacchi e successivamente di Nefatavl. Dal 2001 su idea del campione Giorgio Dendi l'evento diventa ritrovo per gli allenamenti della Nazionale Italiana di Giochi Matematici. Dal 2007 col contributo del divulgatore Cesco Reale vengono aggiunte conferenze con ospiti nazionali ed internazionali, laboratori, mostre, il NonSoloNumeri (torneo a squadre di giochi di strategia), Oltre Il Sudoku (torneo di giochi logici preparato da StudioGiochi), e altro ancora. Dal 2015 il nuovo gruppo della Pro Loco Castelveccana aggiunge una serie di miglioramenti organizzativi, tra cui la cerimonia di inaugurazione e delle attività non matematiche per gli accompagnatori, come le escursioni.

## Caratteristiche
Dal 2009 il festival ha la sua attuale forma, articolandosi in quattro giornate (con un'anteprima il mercoledì sera). L'evento principale resta il torneo omonimo, strutturato sulla falsariga delle gare dei Campionati. I più rilevanti eventi collaterali sono:
- Non tutto è numero: torneo individuale di giochi da tavolo
- Formula 1 Caldé: torneo di Formula 1
- campionato nazionale under 18 di sudoku[1], dal 2017 e il parallelo torneo Oltre il Sudoku
- conferenze a tema matematico

Eventi passati:
- Nonsolonumeri: torneo di giochi astratti a squadre
- torneo Penta (gara matematica senza limiti di strumentazione)
- concorso CoGiTA, per giochi inediti di strategia astratta

Nell'organizzazione si sono avvicendati fra gli altri, oltre al fondatore Nando Geronimi (responsabile della fase nazionale dei Campionati), i campioni internazionali Giorgio Dendi e Marco Pellegrini, il campione di sudoku Pierdante Lanzavecchia, il divulgatore Cesco Reale, il game designer Alberto Menoncin e l'esperto di giochi astratti Roberto Saranga.
Fra gli ospiti della manifestazione negli anni, si possono citare Jean-Pierre Sauvage, Furio Honsell, Ennio Peres, Gianni Sarcone, Mark Setteducati, Dario De Toffoli, Gilles Cohen, Luca Perri e fra i partecipanti ai tornei Alessio Figalli e Maria Colombo.
A causa dell'emergenza Covid19 nel 2020 il festival si tenne solo online, mentre nel 2021 si è svolto in forma ridotta, su sole tre giornate.